# Jörgen Flach
Jörgen Flach, född 1953 i Söderhamn, Hälsingland, är en svensk musiker.
Han har främst uppträtt i dansband, bland annat mycket tidigt under 1970-talet med Swintoz, och senare under 1980- och 90-talet med Bhonus och Nick Borgens orkester.
Han vikarierade för Lasse Larsson i Streaplers under 2003 och har även vikarierat för Torgny Melins då deras dåvarande keyboardist Svalle var svårt sjuk.
Jörgen var senast medlem i dansbandet Chiquita, men slutade 2011 och är idag keyboardist för Streaplers-veteranernas egenbildade Boogie Woogie-grupp "The Mule Skinner Band"

## Band(Tidsenlig ordning från nederst till överst)
- The Mule Skinner Band
- Chiquita
- Torgny Melins
- Streaplers
- Nick Borgens orkester
- Bhonus
- Swintoz